# Johann Gottfried Ludwig Kosegarten
Johann Gottfried Ludwig Kosegarten (Altenkirchen, 1792 – Greifswald, 1860) è stato un orientalista tedesco.
Insegnante a Jena, pubblicò nel 1848 il Pañcatantra e negli anni successivi molti alti testi arabi e sanscriti.